# Смисловий переклад
Смисловий переклад – найстаріша норма перекладу. На фундаментальному рівні це означає повне перекладання кожного речення перед тим, як розпочати нове; є нормативною протилежністю дослівному перекладу (відомому як буквальний переклад), що означає перекладання значення кожної лексичної одиниці послідовно.

## Історія
Першим, хто запропонував термін «смисловий переклад», був Ієронім Стридонський. У своєму «Листі до Паммахія», де він зазначав, що «окрім самого тексту Святого Писання, навіть його синтаксис наділений таємницею», він перекладає non verbum e verbo sed sensum de sensu: не слово в слово,  але суть в суть. Проте, цілком ймовірно, що Ієронім не був першим, хто винайшов саму концепцію перекладу суті в суть. Цю заслугу приписують Цицерону. У його творі De optimo genere oratorum («Найкращий оратор») він зазначав стосовно перекладу з грецької на латину: «Не думаю, що я повинен рахувати їх для читача, як монети, але платити їм вагою, так як є». Також він точно не є винахідником терміну «слово в слово», -- він позичив його у Цицерона або у Горація, який попереджав перекладача, який хотів переказати старі історії по-новому Nec verbo verbum curabit reddere / fidus interpretes: «не намагайся передати слово в слово [як якийсь] точний перекладач».
Дехто трактував цей уривок з Горація інакше:
Боецій  у 510 р. н.е. та Йоан Скотт Еріугена в середині ІХ ст. н.е. вважали, що перекладання дослівно  -- це «вина точного перекладача», та страх, який вони накликали на себе; Бургундій Пізанський у 1170 та Сер Річард Шербурн у 1702 роках дійшли до висновку, що Горацій дає пораду не перекладачам, а письменникам, але все ще припускали, що він називає весь переклад буквальним; також Джон Денем у 1656 та Андре Лефевере у 1992 роках розцінили це як спробу Горація завважити перекладачів проти буквального перекладання.

## Подібні концепції

### Парафраз
У 1680 році Джон Драйден у своїй передмові до перекладу «Епістол» Овідій запропонував поділ перекладу на три частини: метафраз, парафраз та імітація. Метафраз – це переклад слово в слово та рядок в рядок з однієї мови на іншу. Парафраз – це переклад суть в суть, який зберігає повідомлення автора, але вже не так строго наслідує його слова, як суть, яка також може бути змінена або підсилена. Імітація – це використання або метафраза, або парафраза, але перекладач має свободу вибирати, що є більш підходящим для нього та як повідомлення буде донесене.

### Не турбування читача
У 1813 році Фрідріх Шляєрмахер у своїй лекції Über die Verschiedenen Methoden des Übersetzens” запропонував ідею, що «або перекладач максимально не турбує автора та веде читача назустріч йому, або ж він максимально не турбує читача, та веде автора на зустріч йому».

### Динамічна еквівалентність
У 1964 році Юджин Найда описав переклад як два протилежні типи еквівалентності: формальну та динамічну еквівалентність. Формальна еквівалентність – це зосередження на самому повідомленні, як на його формі, так і на наповненні. Повідомлення в мові перекладу має відповідати повідомленню в мові оригіналу наскільки це можливо. На противагу, динамічна еквівалентність звертає меншу увагу на відповідність повідомлення в мовах перекладу та оригіналу. Проте ціллю цього є продукування одного й того ж відношення  між текстом перекладу та тими, для кого він перекладався та текстом оригіналу і тими, для кого він писався.

### Комунікативний переклад
У 1981 Пітер Ньюмарк посилався на переклад як на семантичний (слово в слово) або комунікативний (речення в речення). Він заявляв, що семантичний переклад – це такий переклад, який тяжіє до мови оригіналу, буквальний і точний до вихідного тексту, а комунікативний – той, що тяжіє до мови перекладу, вільний та повний ідіоматичний. Ціль семантичного перекладу – якнайточніше дотримуватись семантичних і синтаксичних структур мови оригіналу, залишаючи доступ до самого контекстуального значення оригіналу. Ціль комунікативного перекладу ж полягає у тому, щоб справити на читачів якнайбільше подібний ефект до того, який був справлений на читачів оригінального тексту.

### Ідіоматичний переклад
На додаток до інших концептів у 1990 році Браян Моссоп презентував свою концепцію ідіоматичного та неідіоматичного перекладу. Ідіоматичний переклад – це коли повідомлення мови оригіналу передається так, як би його передав письменник, що пише мовою перекладу, не притримуючись способів передання мови оригіналу. Неідіоматичний переклад є передовим та стосується перекладу окремих слів.

### Доместикований переклад
У 1994 році Лоуренс Венуті представив концепції доместикації та форейнізації у сучасному перекладі, які базуються на концептах лекції Фрідріха Шляєрмахера 1813 року. Доместикація – це адаптація культурно-специфічних термінів або культурного контексту, у той час як форейнізація – це збереження оригінального культурного контексту оригінального тексту (назв об’єктів оточення, імен і т.д.). Венуті також описав доместикацію як плавні та прозорі стратегії, які призводять до зросту культурного рівня, де «інше в культурі є доместикованим, зрозумілим». Розрізнення Шлаєрмахера між «веденням автора до читача» (доместикацією) та «веденням читача до автора» (форейнізацією) стосується соціальної заклопотаності, а розрізнення Венуті між доместикацією та форейнізацією стосується загально етичних норм.

## Подальше читання
- Gentzler, Edwin (2001). Contemporary Translation Theories. 2nd Ed. London and New York: Routledge.
- Lefevere, André. (1992). Translation/History/Culture: A Sourcebook. London and New York: Routledge.
- Newmark, Peter. (1988). A Textbook of Translation. New York: Prentice Hall.
- Nida, Eugene A., and Charles R. Taber. (1969). The Theory and Practice of Translation. Leiden: Brill.
- Robinson, Douglas. (2001). Who Translates? Translator Subjectivities Beyond Reason. Albany: SUNY Press.
- Robinson, Douglas, ed. (2002). Western Translation Theory From Herodotus to Nietzsche. Manchester: St. Jerome.
- Steiner, T.R. (1975). English Translation Theory, 1650–1800. Amsterdam: Rodopi.
- Venuti, Lawrence. (1995). The Translator's Invisibility: A History of Translation. London and New York: Routledge (pdf)